# Gran Premio del Canada 1988
Il Gran Premio del Canada 1988 fu una gara di Formula 1, disputatasi il 12 giugno 1988 sul Circuito di Montréal. Fu la quinta prova del mondiale 1988 e vide la vittoria di Ayrton Senna su McLaren - Honda, seguito da Alain Prost e da Thierry Boutsen.

## Qualifiche
Ancora una volta le qualifiche furono dominate dai due piloti della McLaren, con Senna in pole position davanti al compagno di squadra Prost. Seguivano le due Ferrari di Berger e Alboreto, entrambi con distacchi superiori al secondo; quinto si qualificò Nannini, davanti a Piquet, Boutsen e Cheever.

### Prequalifiche
| Pos                        | No | Pilota            | Costruttore                  | Tempo    | Distacco |
| -------------------------- | -- | ----------------- | ---------------------------- | -------- | -------- |
| 1                          | 33 | Stefano Modena    | EuroBrun-Ford                | 1:27.274 | —        |
| 2                          | 22 | Andrea De Cesaris | Rial-Ford                    | 1:27.426 | +0.152   |
| 3                          | 32 | Oscar Larrauri    | EuroBrun-Ford                | 1:27.912 | +0.638   |
| 4                          | 31 | Gabriele Tarquini | Coloni-Ford                  | 1:28.709 | +1.435   |
| Vetture non prequalificate |    |                   |                              |          |          |
| NPQ                        | 36 | Alex Caffi        | Dallara Scuderia Italia-Ford | 1:29.103 | +1.829   |

### Classifica
| Pos                     | No | Pilota             | Costruttore           | Tempo    | Distacco |
| ----------------------- | -- | ------------------ | --------------------- | -------- | -------- |
| 1                       | 12 | Ayrton Senna       | McLaren - Honda       | 1'21"681 |          |
| 2                       | 11 | Alain Prost        | McLaren - Honda       | 1'21"863 | +0"182   |
| 3                       | 28 | Gerhard Berger     | Ferrari               | 1'22"719 | +1"038   |
| 4                       | 27 | Michele Alboreto   | Ferrari               | 1'23"296 | +1"615   |
| 5                       | 19 | Alessandro Nannini | Benetton - Ford       | 1'23"968 | +2"287   |
| 6                       | 1  | Nelson Piquet      | Lotus - Honda         | 1'23"995 | +2"314   |
| 7                       | 20 | Thierry Boutsen    | Benetton - Ford       | 1'24"115 | +2"434   |
| 8                       | 18 | Eddie Cheever      | Arrows - Megatron     | 1'24"679 | +2"998   |
| 9                       | 5  | Nigel Mansell      | Williams - Judd       | 1'24"844 | +3"163   |
| 10                      | 14 | Philippe Streiff   | AGS - Ford            | 1'24"968 | +3"287   |
| 11                      | 6  | Riccardo Patrese   | Williams - Judd       | 1'24"971 | +3"290   |
| 12                      | 22 | Andrea De Cesaris  | Rial - Ford           | 1'24"988 | +3"307   |
| 13                      | 2  | Satoru Nakajima    | Lotus - Honda         | 1'25"373 | +3"692   |
| 14                      | 16 | Ivan Capelli       | March - Judd          | 1'25"609 | +3"928   |
| 15                      | 33 | Stefano Modena     | EuroBrun - Ford       | 1'25"713 | +4"032   |
| 16                      | 17 | Derek Warwick      | Arrows - Megatron     | 1'25"740 | +4"059   |
| 17                      | 30 | Philippe Alliot    | Lola Larrousse - Ford | 1'25"765 | +4"084   |
| 18                      | 15 | Maurício Gugelmin  | March - Judd          | 1'25"910 | +4"229   |
| 19                      | 3  | Jonathan Palmer    | Tyrrell - Ford        | 1'26"092 | +4"411   |
| 20                      | 25 | René Arnoux        | Ligier - Judd         | 1'26"327 | +4"646   |
| 21                      | 24 | Luis Pérez-Sala    | Minardi - Ford        | 1'26"437 | +4"756   |
| 22                      | 9  | Piercarlo Ghinzani | Zakspeed              | 1'26"784 | +5"103   |
| 23                      | 4  | Julian Bailey      | Tyrrell - Ford        | 1'27"139 | +5"458   |
| 24                      | 32 | Oscar Larrauri     | EuroBrun - Ford       | 1'27"321 | +5"640   |
| 25                      | 26 | Stefan Johansson   | Ligier - Judd         | 1'27"637 | +5"956   |
| 26                      | 31 | Gabriele Tarquini  | Coloni - Ford         | 1'27"665 | +5"984   |
| Vetture non qualificate |    |                    |                       |          |          |
| NQ                      | 23 | Adrián Campos      | Minardi - Ford        | 1'27"685 | +6"004   |
| NQ                      | 21 | Nicola Larini      | Osella - Alfa Romeo   | 1'27"981 | +6"300   |
| NQ                      | 29 | Yannick Dalmas     | Lola Larrousse - Ford | 1'28"012 | +6"331   |
| NQ                      | 10 | Bernd Schneider    | Zakspeed              | 1'28"215 | +6"534   |

## Gara
Al via Prost sopravanzò il compagno di squadra, prendendo il comando della corsa; lo perse però al 19º passaggio, quando Senna lo superò approfittando di un doppiaggio, mantenendo poi la prima posizione fino al traguardo. Entrambi i piloti della Ferrari e Nannini si dovettero ritirare per problemi meccanici, favorendo così Boutsen e Piquet, rispettivamente terzo e quarto al traguardo; grazie all'elevato numero di ritiri giunsero in zona punti anche Capelli e Palmer.

### Classifica
| Pos | N. | Pilota             | Costruttore/Motore             | Giri | Tempo/Ritiro               | Griglia | Punti |
| --- | -- | ------------------ | ------------------------------ | ---- | -------------------------- | ------- | ----- |
| 1   | 12 | Ayrton Senna       | McLaren - Honda                | 69   | 1h39'46"618                | 1       | 9     |
| 2   | 11 | Alain Prost        | McLaren - Honda                | 69   | + 5"934                    | 2       | 6     |
| 3   | 20 | Thierry Boutsen    | Benetton - Ford                | 69   | + 51"409                   | 7       | 4     |
| 4   | 1  | Nelson Piquet      | Lotus - Honda                  | 68   | + 1 giro                   | 6       | 3     |
| 5   | 16 | Ivan Capelli       | March - Judd                   | 68   | + 1 giro                   | 14      | 2     |
| 6   | 3  | Jonathan Palmer    | Tyrrell - Ford                 | 67   | + 2 giri                   | 19      | 1     |
| 7   | 17 | Derek Warwick      | Arrows - Megatron              | 67   | + 2 giri                   | 16      |       |
| 8   | 31 | Gabriele Tarquini  | Coloni - Ford                  | 67   | + 2 giri                   | 26      |       |
| 9   | 22 | Andrea De Cesaris  | Rial - Ford                    | 66   | Fine benzina               | 12      |       |
| 10  | 30 | Philippe Alliot    | Lola Larrousse - Ford          | 66   | Problema elettrico         | 17      |       |
| 11  | 2  | Satoru Nakajima    | Lotus - Honda                  | 66   | + 3 giri                   | 13      |       |
| 12  | 33 | Stefano Modena     | EuroBrun - Ford                | 66   | + 3 giri                   | 15      |       |
| 13  | 24 | Luis Pérez-Sala    | Minardi - Ford                 | 64   | + 5 giri                   | 21      |       |
| 14  | 9  | Piercarlo Ghinzani | Zakspeed                       | 63   | Motore                     | 22      |       |
| Rit | 15 | Maurício Gugelmin  | March - Judd                   | 54   | Cambio                     | 18      |       |
| Rit | 14 | Philippe Streiff   | AGS - Ford                     | 41   | Problemi alle sospensioni  | 10      |       |
| Rit | 25 | René Arnoux        | Ligier - Judd                  | 36   | Problemi alla trasmissione | 20      |       |
| Rit | 27 | Michele Alboreto   | Ferrari                        | 33   | Motore                     | 4       |       |
| Rit | 6  | Riccardo Patrese   | Williams - Judd                | 32   | Motore                     | 11      |       |
| Rit | 18 | Eddie Cheever      | Arrows - Megatron              | 31   | Problemi all'acceleratore  | 8       |       |
| Rit | 5  | Nigel Mansell      | Williams - Judd                | 28   | Motore                     | 9       |       |
| Rit | 26 | Stefan Johansson   | Ligier - Judd                  | 24   | Motore                     | 25      |       |
| Rit | 28 | Gerhard Berger     | Ferrari                        | 22   | Problemi elettrici         | 3       |       |
| Rit | 19 | Alessandro Nannini | Benetton - Ford                | 15   | Problemi all'accensione    | 5       |       |
| Rit | 32 | Oscar Larrauri     | EuroBrun - Ford                | 8    | Problemi al telaio         | 24      |       |
| Rit | 4  | Julian Bailey      | Tyrrell - Ford                 | 0    | Collisione con O.Larrauri  | 23      |       |
| NQ  | 23 | Adrián Campos      | Minardi - Ford                 |      |                            |         |       |
| NQ  | 21 | Nicola Larini      | Osella - Alfa Romeo            |      |                            |         |       |
| NQ  | 29 | Yannick Dalmas     | Lola Larrousse - Ford          |      |                            |         |       |
| NQ  | 10 | Bernd Schneider    | Zakspeed                       |      |                            |         |       |
| NPQ | 36 | Alex Caffi         | Dallara Scuderia Italia - Ford |      |                            |         |       |

## Classifiche

### Piloti
| Pos. | Pilota             | Punti |
| ---- | ------------------ | ----- |
| 1    | Alain Prost        | 39    |
| 2    | Ayrton Senna       | 24    |
| 3    | Gerhard Berger     | 18    |
| 4    | Nelson Piquet      | 11    |
| 5    | Michele Alboreto   | 9     |
| 6    | Derek Warwick      | 8     |
| 7    | Thierry Boutsen    | 7     |
| 8    | Jonathan Palmer    | 3     |
| 9    | Ivan Capelli       | 2     |
| 10   | Satoru Nakajima    | 1     |
| 11   | Alessandro Nannini | 1     |
| 12   | Riccardo Patrese   | 1     |
| 13   | Eddie Cheever      | 1     |

### Costruttori
| Pos. | Team              | Punti |
| ---- | ----------------- | ----- |
| 1    | McLaren - Honda   | 63    |
| 2    | Ferrari           | 27    |
| 3    | Lotus - Honda     | 12    |
| 4    | Arrows - Megatron | 9     |
| 5    | Benetton - Ford   | 8     |
| 6    | Tyrrell - Ford    | 3     |
| 7    | March - Judd      | 2     |
| 8    | Williams - Judd   | 1     |

## Fonti
- Sito di The Official Formula 1, su formula1.com. URL consultato il 10 giugno 2009.
- (EN) Grand Prix Results: Canadian GP, 1988, su grandprix.com. URL consultato il 17 dicembre 2009.
- (EN) 1988 Grand Prix of Canada, su silhouet.com, Teamdan.org. URL consultato il 17 dicembre 2009.